# كوكب الأرض الجزء الثاني (وثائقي)
كوكب الأرض الجزء الثاني هو وثائقي طبيعي انتج في العام 2016 بواسطة شبكة  بي بي سي كتكملة لوثائقي  كوكب الأرض الذي تم بثه في عام 2006. وقدمه ورواه السير ديفيد أتينبورو  والموسيقى من تأليف هانز زيمر.
الإعلان التشويقي الأول تم إصداره في 9 تشرين الأول / أكتوبر 2016، وعرضت الحلقة الافتتاحية لأول مرة في 6 تشرين الثاني / نوفمبر 2016 في المملكة المتحدة على بي بي سي واحد وبي بي سي واحد HD. وثائقي كوكب الأرض الجزء الثاني هو أول المسلسلات التي تنتجها بي بي سي بجودة  فائقة الوضوح (4K).

## البث التلفزيوني

### التلفزيون البريطاني
عرض وثائقي كوكب الأرض الجزء الثاني لأول مرة على التلفزيون البريطاني يوم الأحد 6 تشرين الثاني / نوفمبر 2016 من 8 مساء إلى 9 مساء (بتوقيت المملكة المتحدة),  البث سيتم على قناتي بي بي سي واحد وبي بي سي واحد HD ويتكون من ست حلقات.

### البث الدولي
ستبث السلسلة دوليا على بي بي سي الأرض، في حين سيكون هناك بعض الاستثناءات في بعض البلدان.
السلسلة سيتم بثها في الولايات المتحدة كل يوم سبت ابتداء من 28 كانون الثاني / يناير 2017 على بي بي سي الأمريكية.

## روابط خارجية
- كوكب الأرض الجزء الثاني على موقع IMDb (الإنجليزية)
- كوكب الأرض الجزء الثاني على موقع ميتاكريتيك (الإنجليزية)
- كوكب الأرض الجزء الثاني على موقع روتن توميتوز (الإنجليزية)
- كوكب الأرض الجزء الثاني على موقع نتفليكس (الإنجليزية)
- كوكب الأرض الجزء الثاني على موقع ليتربوكسد (الإنجليزية)
- كوكب الأرض الجزء الثاني على موقع كينوبويسك (الروسية)
- كوكب الأرض الجزء الثاني على موقع قاعدة بيانات الفيلم (الإنجليزية)